# Ребріча (комуна)
Ребріча (рум. Rebricea) — комуна у повіті Васлуй в Румунії. До складу комуни входять такі села (дані про населення за 2002 рік):
- Болаць (231 особа)
- Драксень (867 осіб)
- Кречунешть (387 осіб)
- Мекрешть (95 осіб)
- Ратешу-Кузей (541 особа)
- Ребріча (558 осіб)
- Сасова (273 особи)
- Татомірешть (253 особи)
- Туфештій-де-Жос (427 осіб)

Комуна розташована на відстані 292 км на північ від Бухареста, 28 км на північний захід від Васлуя, 32 км на південь від Ясс.

## Населення
За даними перепису населення 2002 року у комуні проживали 3632 особи, усі — румуни. Усі жителі комуни рідною мовою назвали румунську.
Склад населення комуни за віросповіданням:
| Релігія       | Кількість осіб | Відсоток |
| ------------- | -------------- | -------- |
| православні   | 3432           | 94,5%    |
| бретрени      | 165            | 4,5%     |
| п'ятдесятники | 22             | 0,6%     |
| баптисти      | 5              | 0,1%     |
| адвентисти    | 5              | 0,1%     |
| не релігійні  | 3              | 0,1%     |